# Ivo Lapenna
Ivo Lapenna (5. listopadu 1909, Split – 15. prosince 1987, Kodaň) byl chorvatský univerzitní profesor mezinárodního práva a dějin diplomacie v Záhřebu, později v Londýně, čestný doktor několika univerzit, bývalý generální tajemník a potom předseda Světového esperantského svazu.
Je autorem významných esperantských děl: Retoriko, všechno o umění řečnickém, Aktualj problemoj de la nuntempat internacia lingvo, La internacia lingvo, Elektitaj paroladoj, z největší části slavnostní projevy při zahájení světových sjezdů esperanta, dílo historické, literární a didaktické. Z poslední doby je to dílo Esperanto en perspektivo. Lapenna dosáhl přijetí UEA do UNESCO přijetím slavné rezoluce ve prospěch esperanta na valném shromáždění UNESCO v prosinci roku 1954 v Montevideu. Založil při UEA Ústředí pro bádání a dokumentaci [CED], zavedl řečnické soutěže a dosáhl pro esperantské hnutí vysokou prestiž. Jeho sloh je obdivuhodný, jasný, bohatý, je řečníkem světové pověsti.